# Arachnothelphusa rhadamanthysi
Arachnothelphusa rhadamanthysi is een krabbensoort uit de familie van de Gecarcinucidae. De wetenschappelijke naam van de soort is voor het eerst geldig gepubliceerd in 1987 door Ng & Goh.